# رولند هانتفورد
رولند هانتفورد (انگلیسی: Roland Huntford؛ زادهٔ ۱۹۲۷ (۹۷–۹۸ سال)) مؤلف اهل بریتانیا است که به واسطهٔ نگارش شرح سفرهای مکتشفین مناطق قطبی از جمله رابرت فالکون اسکات، ارنست شکلتون و فریتیوف نانسن به شهرت رسید هر چند نوشتارهای وی موضوع بحث و جدل فراوانی بوده است. هانتفورد این دیدگاه را مطرح کرده بود که موفقیت آمونسن در فتح قطب جنوب، علاوه بر برنامه‌ریزی عالی، حاصل استفاده از سگ‌ها بود در حالی که اسکات، به دلیل استفاده از اسب، شکست خورده و باعث مرگ خودش و سایر اعضای گروه اعزامی ترا نووا گردید.